# Rhianodes atratus
Rhianodes atratus is een spinnensoort uit de familie Barychelidae. De soort komt voor in Maleisië, Singapore en de Filipijnen.